# Artjom Wjatscheslawowitsch Lukjanenko
Artjom Wjatscheslawowitsch Lukjanenko (russisch Артём Вячеславович Лукьяненко, engl. Transkription Artem Lukyanenko; * 30. Januar 1990 in Rostow am Don, RSFSR, Sowjetunion) ist ein ehemaliger russischer Leichtathlet, der sich auf den Zehnkampf spezialisiert hat. Seinen größten Erfolg feierte er mit dem Gewinn der Bronzemedaille im Siebenkampf bei den Hallenweltmeisterschaften 2012 in Istanbul.

## Sportliche Laufbahn
Erste internationale Erfahrungen sammelte Artjom Lukjanenko im Jahr 2009, als er bei den Junioreneuropameisterschaften in Novi Sad mit 6664 Punkten den 22. Platz im Zehnkampf belegte. 2011 wurde er bei den U23-Europameisterschaften in Ostrava mit 7577 Punkten Elfter und verhalf der russischen 4-mal-400-Meter-Staffel zum Finaleinzug und trug somit zum Gewinn der Bronzemedaille bei. Im Jahr darauf gewann er bei den Hallenweltmeisterschaften in Istanbul mit 5969 Punkten die Bronzemedaille im Siebenkampf hinter dem US-Amerikaner Ashton Eaton und Oleksij Kasjanow aus der Ukraine. Im Juni musste er dann seinen Zehnkampf bei den Europameisterschaften in Helsinki vorzeitig beenden. 2013 wurde er bei den Weltmeisterschaften in Moskau mit 8177 Punkten 16. und zuvor belegte er bei den Halleneuropameisterschaften in Göteborg mit 5953 Punkten den siebten Platz im Siebenkampf. 2022 beendete er dann seine aktive sportliche Karriere im Alter von 32 Jahren.
2019 wurde Lukjanenko russischer Meister im Zehnkampf und 2013 und 2015 wurde er Hallenmeister im Siebenkampf.

## Persönliche Bestleistungen
- Zehnkampf: 8177 Punkte, 11. August 2013 in Moskau
  - Siebenkampf (Halle): 6071 Punkte, 8. Februar 2012 in Moskau